# A New Day in Old Sana'a
A New Day in Old Sana'a es una película yemení de 2005 dirigida y escrita por Bader Ben Hirsi, un dramaturgo y cineasta británico de ascendencia yemení, y producida por Ahmed Abdali. Fue filmada totalmente en Saná, la capital de Yemen, y se convirtió en la primera película de ese país en ser exhibida en el prestigioso Festival Internacional de Cine de Cannes. Fue publicitada como la primera película de Yemen con repercusión internacional, con versiones en inglés y en árabe.
Adicionalmente a su participación en el Festival de Cannes, la cinta fue exhibida en el Festival Internacional de Cine de El Cairo; después de presentarse en este evento, Hirsi recibió un premio de 100 000 libras egipcias de parte del Ministro de Cultura de ese país.

## Sinopsis
La película se presenta a través de los ojos de Federico, un fotógrafo italiano. Tariq (un amigo de Federico) debe casarse con Bilquis, la hija de un juez rico. Sin embargo, mientras pasa una noche en la ciudad, él ve a una mujer que cree que es Bilquis, y se enamora de ella. La mujer resulta ser una artista llamada Ines, por lo que Tariq debe elegir entre ambas mujeres. La cinta termina con una imagen de un genio, interpretado por el propio Hirsi.

## Reparto
| Actor           | Personaje |
| --------------- | --------- |
| Sahar Alasbahi  | Amal      |
| Dania Hammoud   | Inés      |
| Redha Khoder    | Bilquis   |
| Paolo Romano    | Federico  |
| Nabil Saber     | Tariq     |
| Bader Ben Hirsi | genio     |

## Recepción
La película ha recibido reseñas mixtas de parte de la crítica especializada y la audiencia. Cuenta con un porcentaje aprobatorio del 42% por parte de la audiencia en la página de internet Rotten Tomatoes. Fionnuala Halligan de Screen Daily se refirió a la cinta de la siguiente manera: "Aunque es una visión fascinante de la vida de las mujeres en uno de los países más pobres del mundo árabe, la película puede resultar demasiado ligera para el que guste del cine convencional, aunque sin duda encontrará su propia audiencia en el mundo árabe".